# Cosimo III de' Medici
Cosimo III de' Medici (Firenze, 14 agosto 1642 – Firenze, 31 ottobre 1723), figlio di Ferdinando II de' Medici e di Vittoria della Rovere, fu il penultimo granduca di Toscana appartenente alla dinastia dei Medici. Regnò per 53 anni, dal 1670 al 1723.
Il suo regno, il più lungo nella storia della Toscana, fu caratterizzato da un forte declino politico ed economico, punteggiato dalle campagne persecutorie nei confronti degli ebrei e verso chiunque non si conformasse alla rigida morale cattolica.
Sposò per procura, il 18 aprile 1661, Margherita Luisa d'Orléans, cugina di Luigi XIV. Il suo fu considerato come uno dei matrimoni peggiori nella storia dei Medici: la forte diversità dei caratteri, infatti, portò Margherita Luisa prima a rifiutare ogni forma di convivenza con Cosimo e poi a tornare in Francia, dove morì. La coppia, comunque, ebbe tre figli: Ferdinando nel 1663, Anna Maria Luisa nel 1667 e Gian Gastone nel 1671.
Nei suoi ultimi anni, Cosimo III, di fronte al rischio concreto di estinzione della propria casata, cercò di far nominare sua figlia Anna Maria Luisa come sua erede universale, ma l'imperatore Carlo VI d'Asburgo non lo permise. Alla sua morte, nel 1723, gli succedette il figlio Gian Gastone.

## Biografia

### Giovinezza

#### Erede al trono

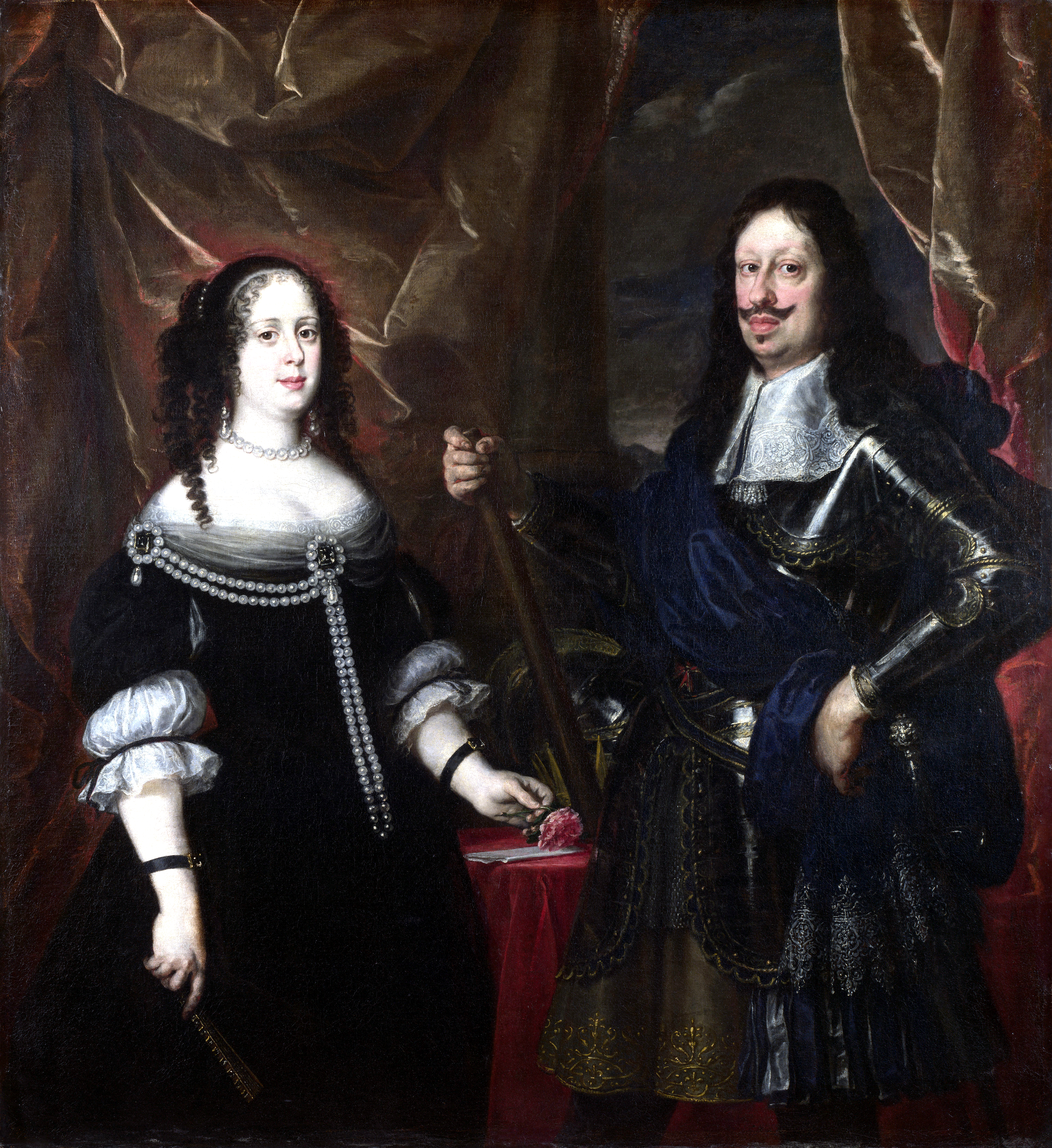
Justus Sustermans, Vittoria Della Rovere e Ferdinando II de' Medici, 1660 circa, pittura a olio, National Gallery, Londra

Cosimo era figlio di Vittoria della Rovere e di Ferdinando II de' Medici, i cui precedenti due figli erano morti poco dopo la nascita.

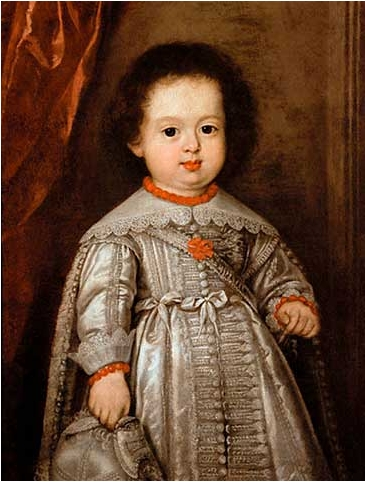
Justus Sustermans, Cosimo III bambino, pittura a olio, XVII secolo

La sua educazione provocò forti dispute fra i genitori: il padre, infatti, voleva dare al bimbo un'educazione scientifica, ma la madre avrebbe preferito una rigida educazione religiosa. Prevalse la madre, che nominò, in qualità di tutore del principino, il teologo senese Volumnio Bandinelli, il quale influenzò non poco il carattere del giovane, istillandogli una forte fede religiosa.
Infatti, se nell'adolescenza Cosimo non aveva disdegnato le attività all'aria aperta, come la caccia (tanto che lo zio Giovan Carlo de' Medici, in una lettera al fratello granduca, riportò che «il giovane principe [aveva] ucciso un'oca a mezz'aria» e l'ambasciatore lucchese sottolineò che Cosimo, all'età di undici anni, aveva abbattuto sette cinghiali con quattro colpi), con l'età adulta preferì scansare tutti i divertimenti giovanili per dedicarsi solo a pratiche devozionali, pellegrinaggi e canto religioso.
Non fu però completamente immune agli interessi scientifici, che caratterizzarono tutto il ramo granducale dei Medici. In particolare fu attratto dalle scienze naturali, specialmente zoologia e botanica. Patrocinò il medico Francesco Redi e, nelle sue ville fuori città, si dilettava a collezionare specie botaniche e animali rari, spesso provenienti da terre lontane, con una particolare attenzione, tutta seicentesca, per le aberrazioni, l'orrido e il grottesco, come il collezionismo di animali o piante deformi. Si deve a Cosimo III, d'altronde, il patrocinio per la fondazione della Società botanica fiorentina, animata da Pier Antonio Micheli.
Una parte delle sue collezioni è oggi ospitata nel Museo Nazionale di Antropologia ed Etnologia di Firenze, mentre restano tracce pittoriche o architettoniche delle sue collezioni alle ville medicee della Topaia e dell'Ambrogiana.

#### Difficile matrimonio

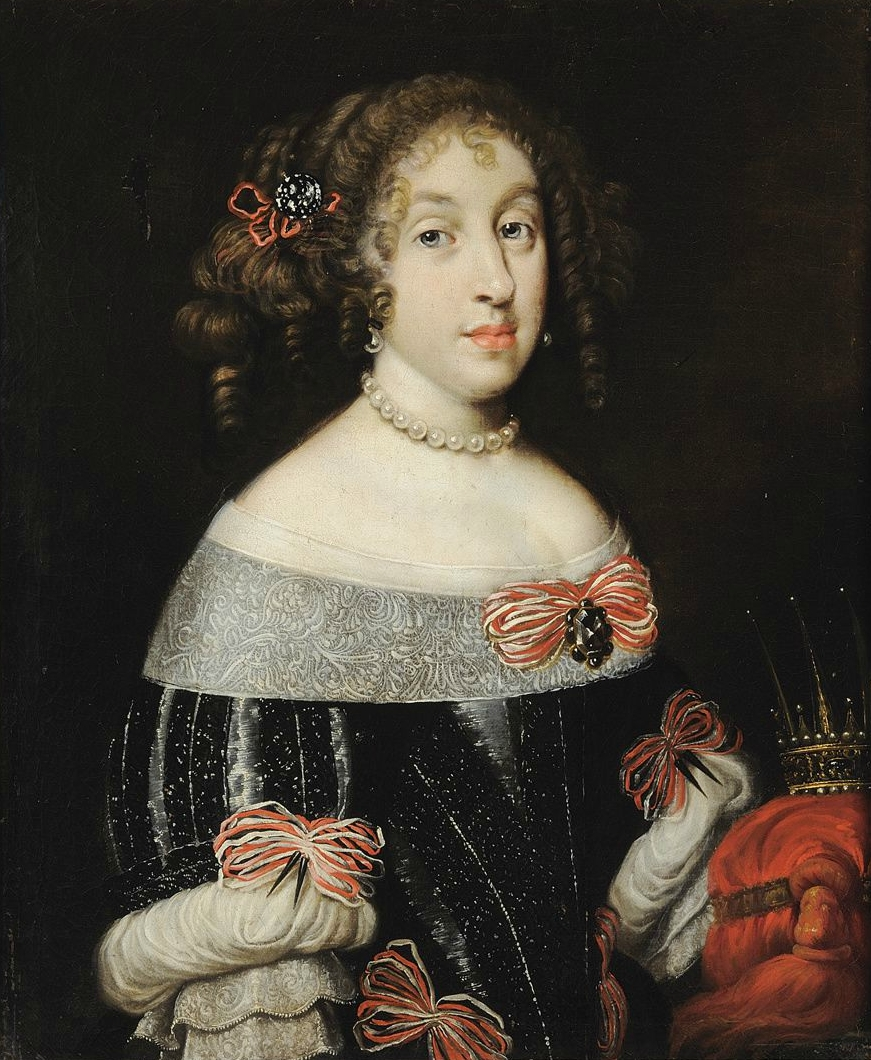
Anonimo della scuola fiorentina, Margherita Luisa d'Orléans in vesti di Granduchessa di Toscana con la corona granducale, anni '60 del XVII secolo, pittura a olio, Galleria Palatina

Nel 1657 il granduca Ferdinando II iniziò dei sondaggi presso le corti europee allo scopo di cercare una sposa per il figlio, con la speranza che questo potesse distoglierlo dalla sua vita appartata. Dopo lunghissime trattative e manovre diplomatiche, che videro protagonisti il cardinale Giulio Mazzarino e il cardinale Piero Bonsi, un prete toscano residente a Parigi, alla fine fu scelta Margherita Luisa d'Orléans, cugina del re Luigi XIV.
Il 17 aprile 1661 Margherita Luisa sposò Cosimo per procura presso il palazzo del Louvre e incontrò il marito per la prima volta, nonostante fosse convalescente dal morbillo, il successivo 12 giugno, sbarcando a Livorno: l'incontro fra la principessa e il marito fu piuttosto freddo ed ella preferì lasciare Livorno per Firenze, dove fece il suo ingresso trionfale il 20 giugno e dove ricevette dal suocero, come dono di nozze, una perla «delle dimensioni di un piccolo uovo di piccione».
L'unico vero beneficiario del matrimonio, però, fu il Bonsi, che venne nominato vescovo di Béziers e poi cardinale come ringraziamento per i suoi sforzi: sin dal loro primo incontro, infatti, il rapporto fra i due sposi non fu positivo e la situazione peggiorò quando Margherita Luisa, dopo aver chiesto i gioielli della Corona di Toscana per uso personale, se li vide negare da Cosimo con l'accusa di avidità. Lo stile di vita della principessa, abituata al fasto e alla frivolezza della corte parigina, mal si adattava all'austera e religiosa corte toscana, il cui tesoro era stato prosciugato dai costi della guerra di Castro, tanto che il granduca Ferdinando non poté neppure, concluso il conflitto, pagare regolarmente i soldati ingaggiati.
Nonostante i continui litigi, il 9 agosto 1663 Margherita Luisa partorì un figlio maschio, Ferdinando de' Medici, anche se la nascita dell'erede al trono portò solo un sollievo momentaneo alla situazione familiare. Luigi XIV mandò a Firenze il duca di Saint Meme, al quale la principessa confidò il desiderio di tornare in Francia, trovando nell'intermediario un utile appoggio ai suoi propositi. Ogni tentativo di risolvere le dispute col marito fallì, anche perché la principessa non perdeva occasione per umiliare pubblicamente Cosimo, al punto da impiegare solo cuochi francesi per paura che i Medici la volessero avvelenare.
Nel settembre 1664 Margherita Luisa abbandonò i suoi appartamenti di Palazzo Pitti per la villa di Lappeggi, seguita da una scorta di settanta soldati, duecento cortigiani e sessantanove dame di compagnia. Nel 1666 si riconciliò col marito e, nel 1667, diede alla luce Anna Maria Luisa, futura elettrice palatina. Il delicato riavvicinamento fra Margherita Luisa e il resto della famiglia granducale crollò dopo la nascita di Anna Maria Luisa, quando la piccola contrasse il vaiolo, e, in un colloquio con il marito, quest'ultimo la incolpò aspramente per tutti i suoi problemi.

#### Viaggi in Europa

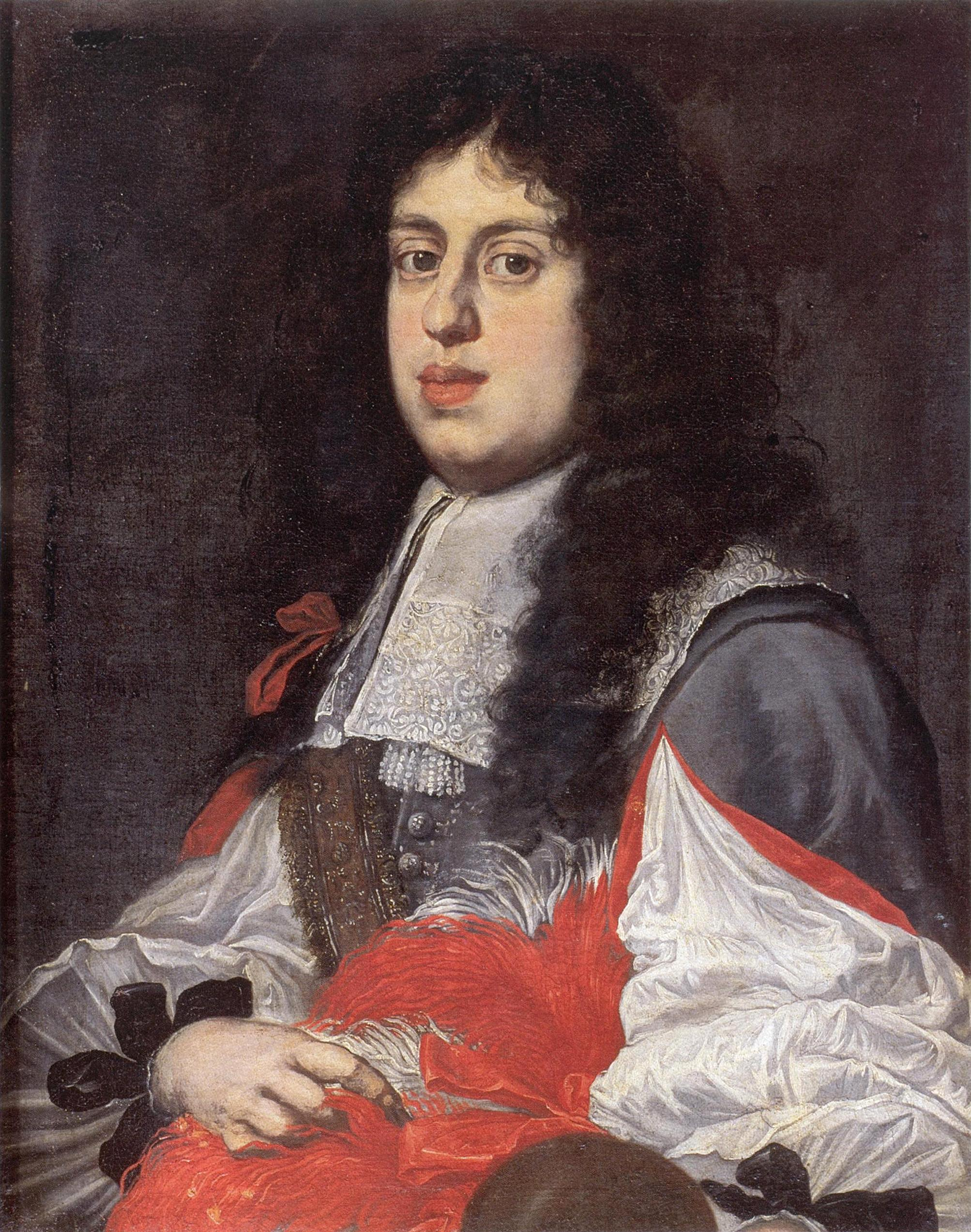
Justus Sustermans, Cosimo de' Medici, 1660, pittura a olio, Galleria Palatina

Nel tentativo di risolvere le dispute familiari, il granduca Ferdinando II incoraggiò Cosimo ad allontanarsi da Firenze per compiere un lungo tour delle corti europee: il 28 ottobre 1667 arrivò nel Tirolo presso la zia Anna de' Medici, arciduchessa d'Austria. Viaggiò poi lungo il Reno fino ad Amsterdam, città in cui ricevette gli omaggi da parte della comunità artistica e dove incontrò Rembrandt. Infine, da Amsterdam, Cosimo si recò ad Amburgo per incontrare Cristina di Svezia. Fece ritorno a Firenze nel maggio 1668.
Il viaggio, tuttavia, per quanto contribuì a risollevare l'animo di Cosimo, non fu in grado di sopire i contrasti con la moglie. Così, con il permesso paterno, Cosimo partì nuovamente nel settembre 1668. In questo secondo viaggio il principe visitò la Spagna, il cui sovrano, Carlo II, lo ricevette in udienza privata. Nel gennaio dell'anno seguente arrivò in Portogallo, da dove salpò alla volta dell'Inghilterra.
In Inghilterra il principe visitò le università di Oxford e di Cambridge, ricevendo gli onori per la protezione concessa da suo padre a Galileo Galilei, incontrò Carlo II d'Inghilterra e Samuel Pepys, che lo descrisse come «un uomo molto allegro e affascinante», e infine, nel viaggio di ritorno, si presentò a Luigi XIV, alla suocera Margherita di Lorena e alla cognata Elisabetta d'Orléans, che di lui scrisse:
(Montanelli, Gervaso, p. 333)
Dopo questa lunga serie di viaggi di rappresentanza, il giovane Cosimo tornò a Firenze il 1º novembre 1669.

### Regno

#### Primi anni

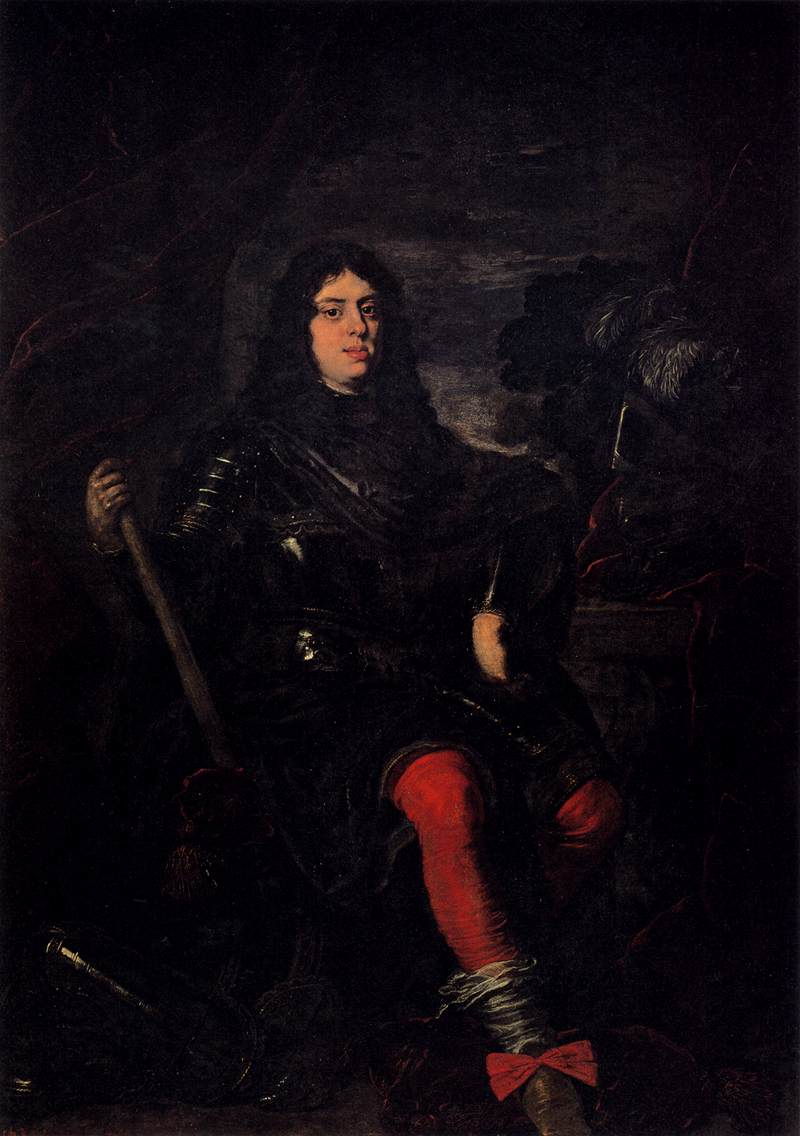
Justus Sustermans, Cosimo III de' Medici, 1665, pittura a olio, Galleria Palatina, Firenze

Ferdinando II morì a causa di un ictus il 23 maggio 1670 e fu sepolto nella basilica di San Lorenzo a Firenze. Al momento della sua morte il Granducato aveva una popolazione di 721 594 abitanti.
La morte di Ferdinando II fece scoppiare un'acerrima lotta fra la nuova granduchessa, Margherita Luisa, e la granduchessa madre, Vittoria Della Rovere, per la partecipazione al potere. Cosimo, devotissimo alla madre, risolse la disputa concedendole numerose prerogative ed escludendo Margherita Luisa. Nei primi anni Cosimo III governò con grande fervore: attuò una politica di contenimento delle spese per evitare la bancarotta, permise ai suoi sudditi di presentare una petizione per l'arbitrato nelle controversie e tentò di riformare la pubblica amministrazione del Granducato.
Nel 1675 fu promossa, per volontà del granduca, la Deputazione per la riforma dei Magistrati, composta da alcuni dei principali funzionari granducali, come Emilio Luci e Francesco Feroni, con l'obiettivo di risanare le più importanti magistrature dello Stato. Nel 1680 fu creata, su proposta della stessa deputazione, la Ruota Criminale, un tribunale penale composto esclusivamente da giureconsulti, le cui competenze andarono a sovrapporsi a quelle del tradizionale e più antico magistrato cittadino degli Otto di Guardia e Balia. Questo interesse del granduca, però, non durò a lungo, poiché Cosimo III preferì tornare alle sue consuete pratiche devozionali e delegò gran parte degli affari di Stato alla madre e a un consiglio privato.
Nello stesso tempo peggiorarono ulteriormente i rapporti fra Vittoria Della Rovere e Margherita Luisa, che si sentiva tagliata fuori da qualsiasi influenza politica e mal sopportava i frequenti interventi della suocera nell'educazione del principino Ferdinando. Nonostante ciò, Cosimo si riconciliò nuovamente con la moglie, la quale, nel primo anniversario della morte di Ferdinando II, mise alla luce un figlio maschio, Gian Gastone.

#### Partenza di Margherita Luisa
La ritrovata pace coniugale, tuttavia, fu di breve durata poiché, ben presto, le continue intromissioni di Vittoria Della Rovere esaurirono la pazienza di Margherita Luisa, tanto che quest'ultima, nel gennaio 1672, si finse malata. Luigi XIV, allora, mandò in Toscana Alliot le Vieux, medico personale della madre Anna d'Austria, allo scopo di visitare la principessa e di tentare una nuova riconciliazione con il marito. Il medico, a differenza del duca di San Meme, rifiutò il desiderio di Margherita Luisa di essere invitata in Francia per compiere cure termali, avendo compreso che era un trucco per allontanarsi da Firenze, e riuscì a convincere Cosimo III a concedere alla moglie la villa di Pratolino come residenza per almeno qualche mese.
Passato quasi un anno, Cosimo impose alla moglie di ritornare a Firenze, ma costei rifiutò e ottenne con forti pressioni il diritto di vivere alla villa di Poggio a Caiano, anche se il granduca le impose una scorta permanente di quattro soldati e comandò di serrare porte e finestre per impedirle la fuga.
Il 26 dicembre 1674, essendo fallito ogni tentativo di conciliazione, Cosimo III accettò il desiderio della consorte di trasferirsi definitivamente presso il convento di Montmartre, a Parigi, conferendole la dignità di altezza reale e una pensione di 80 000 livre. La granduchessa lasciò la Toscana nel giugno 1675 dopo aver depredato la villa di Poggio a Caiano di ogni oggetto di valore, senza essere particolarmente rimpianta dai sudditi o dal marito, il quale si volse ai piaceri del cibo:
(Montanelli, Gervaso, p. 334)
Sempre riguardo alla sua ghiottoneria, una leggenda narra che il tiramisù sia stato creato da alcuni pasticcieri senesi in occasione di una visita di Cosimo III alla loro città, episodio dal quale il tiramisù avrebbe tratto anche il nomignolo di zuppa del duca.

#### Persecuzioni religiose e eredità di Carlo V di Lorena

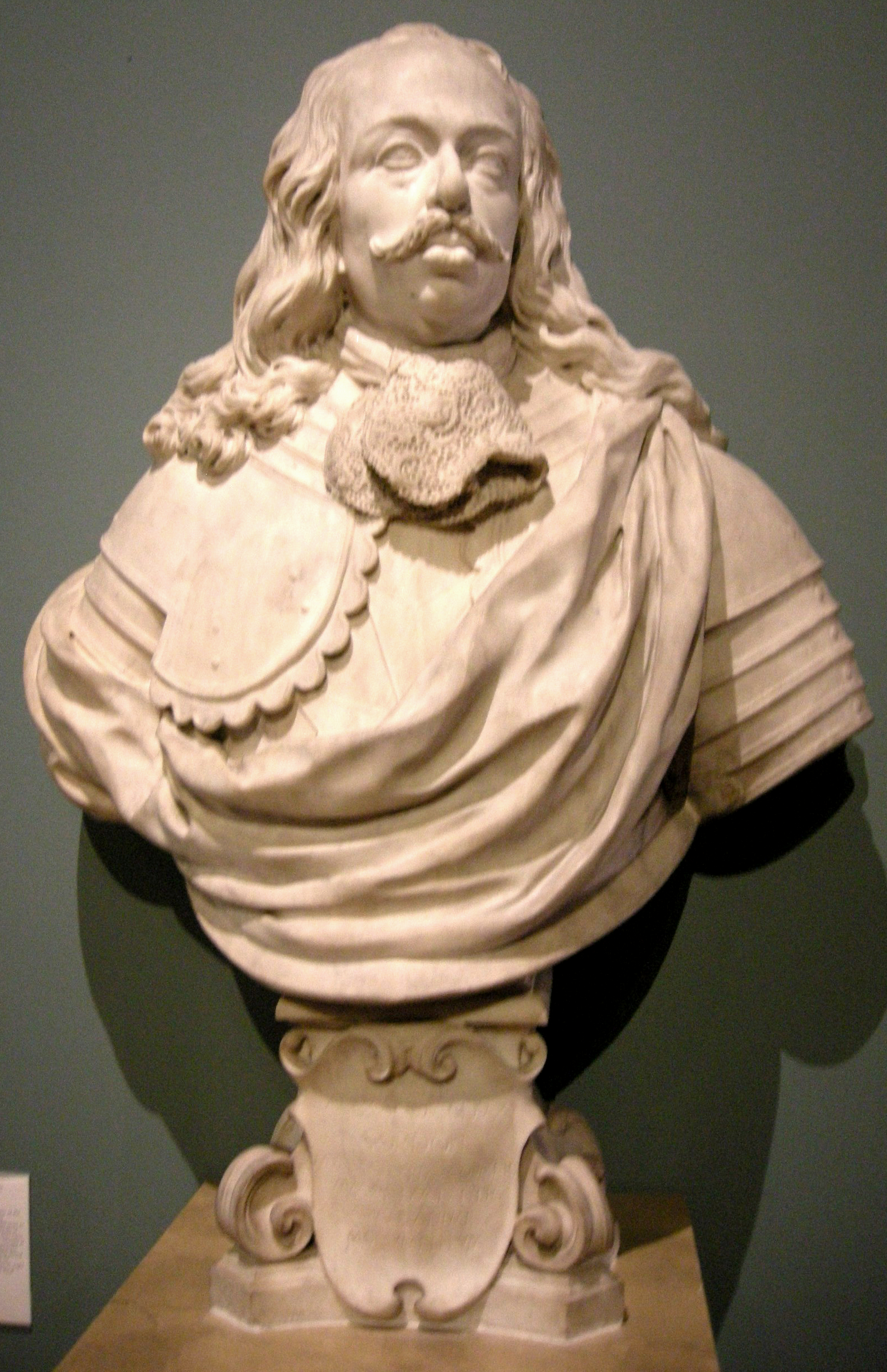
Giovan Battista Foggini, Busto di Cosimo III, 1717-1718, Victoria and Albert Museum, Londra

Partita la moglie, l'attenzione del granduca si volse verso la comunità ebraica della Toscana, particolarmente numerosa a Livorno: nonostante gli indubbi servigi che gli ebrei compivano verso l'economia granducale, Cosimo III promulgò leggi che proibivano le unioni miste, gli atti sessuali fra ebrei e cristiani e impedivano a questi di lavorare presso famiglie ebraiche. Per i trasgressori fu posta come pena una multa di cinquanta corone e, qualora il soggetto non fosse stato in grado di adempiere al pagamento, la multa veniva sostituita con la tortura o con quattro mesi di carcere. A questa legge si aggiunsero, negli anni seguenti, numerose ordinanze antisemite, fra le quali occorre ricordare le leggi del 16 giugno 1679 e del 12 dicembre 1680 che vietavano, rispettivamente, agli ebrei di visitare prostitute cristiane e ai cristiani quelle ebree.
Tuttavia, non furono solo gli ebrei le vittime dello zelo del granduca: per suo ordine, infatti, furono rimossi dall'altare del duomo di Firenze le statue di Baccio Bandinelli raffiguranti Adamo ed Eva nudi, considerate pornografiche, mentre dal battistero di San Giovanni il granduca fece asportare la spada e l'elmo di Guglielmino Ubertini, il vescovo guerriero della diocesi di Arezzo morto nella battaglia di Campaldino nel 1289, ritenendo sconveniente che un vescovo si fosse dedicato alla guerra.
Ai divieti si aggiunse il coprifuoco, la soppressione dell'antica festa del calendimaggio e regole più rigide e restrittive allo scopo di stroncare le pratiche della prostituzione, degli amori illeciti e della sodomia. Infine, per punire i reati di pubblica morale, il granduca istituì l'Ufficio del decoro pubblico, un tribunale speciale con il potere di irrogare a uomini e donne sanzioni che andavano dalla fustigazione, per i casi meno gravi, all'incarcerazione fino a quando i trasgressori non avessero accettato di pentirsi ed entrare in convento.
L'ipocondria e la pietà del Granduca non conoscevano limiti e l'influenza del clero aumentava sempre più: Cosimo III, infatti, rinnegando completamente la politica laica e tollerante dei suoi avi, rafforzò i poteri e le competenze dei tribunali religiosi e decise di invitare nel Granducato i gesuiti, i quali, in breve, monopolizzarono il sistema educativo. Tutta la vita civica, infatti, «era ridotta a una mostruosa parodia di quella monastica: una vita comunitaria in cui la libertà di azione, di pensiero, di opinioni, di affetti, di abitudini era proibita o regolamentata da editti e metodi inquisitori».
Nel 1678 si aprì la questione sulla successione al Ducato di Lorena, il cui duca Carlo V, vedovo, non aveva discendenti, e Cosimo III colse l'occasione per affermare le pretese dei suoi figli. Tali diritti, infatti, derivavano dal fatto che Margherita Luisa era figlia di una principessa lorenese e aveva lasciato le sue aspettative al figlio maggiore, Ferdinando. Cosimo, allora, cercò di patrocinare il riconoscimento internazionale del figlio, ma non ottenne alcun risultato, poiché l'imperatore Leopoldo I, nel timore che il ducato potesse tornare sotto l'influenza francese, si oppose alla successione di Ferdinando. L'anno seguente Carlo V, risposatosi, ebbe un figlio, Leopoldo di Lorena, e la questione si chiuse definitivamente.

#### Anni dal 1679 al 1689

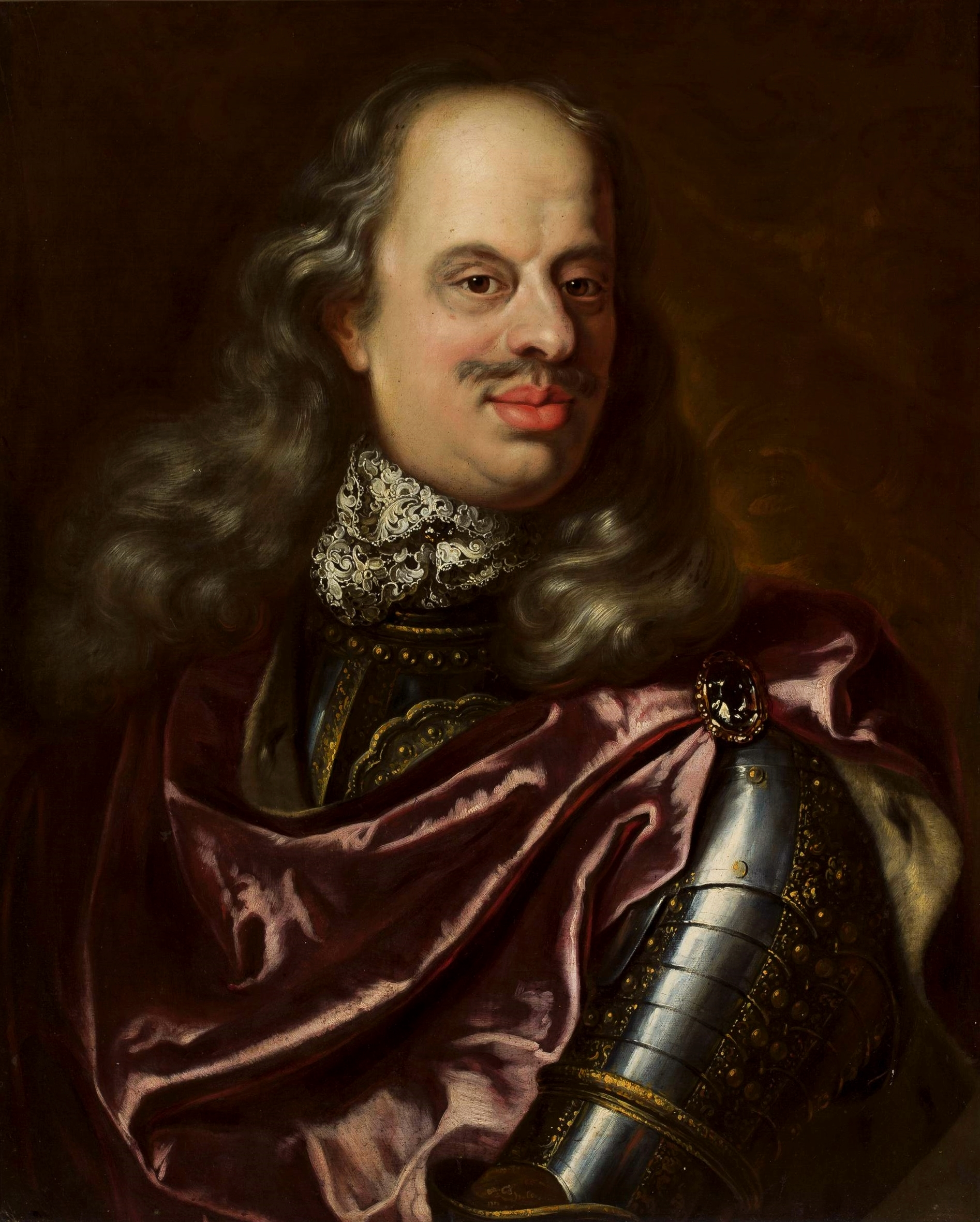
Jan Frans van Douven, Ritratto del granduca Cosimo III de' Medici, olio su tela (76 x 60 cm), 1700 circa

Sebbene Margherita Luisa fosse partita, il suo comportamento rimase comunque una delle principali preoccupazioni del marito, che lei assillava con continue richieste di denaro allo scopo di garantirsi quello stile di vita frivolo che, a Firenze, il granduca aborriva.
Nel mese di gennaio 1680 la badessa di Montmartre chiese a Cosimo III di finanziare la costruzione di un serbatoio per l'acqua. Margherita Luisa, infatti, era solita porre il proprio cane in un cesto vicino al fuoco. Con tale comportamento, però, un giorno provocò un incendio e, anziché chiamare le sue consorelle per spegnerlo, le esortò a fuggire per salvarsi la vita. Il fatto, di per sé di poco conto, era però reso più grave dal momento che, in precedenti occasioni, Margherita Luisa aveva dichiarato esplicitamente che avrebbe voluto bruciare il convento.
Nell'estate dello stesso anno Cosimo III ricevette la notizia che la granduchessa era stata vista bagnarsi nuda in un fiume, provocando grande scandalo. Infuriato, Cosimo si rivolse direttamente a Luigi XIV. Il re di Francia, tuttavia, rifiutò di intervenire e scrisse al granduca che non aveva più diritto di interferire nella condotta della moglie, avendo egli acconsentito al suo ritiro a vita privata in Francia. Letta la missiva, Cosimo si sentì male e solo l'abilità del suo medico personale, Francesco Redi, che gli proibì tassativamente di interessarsi ancora alla vita di Margherita Luisa, gli permise di riprendersi.
Nel 1684 l'imperatore Leopoldo I chiese l'intervento del Granducato di Toscana nella guerra contro i turchi, ottenendo, dopo qualche tentennamento, una risposta positiva che si tradusse nell'ingresso del granducato nella Lega Santa e in ingenti invii di munizioni e rifornimenti. Sebbene la vittoria nell'assedio di Vienna rallegrasse il granduca, questi scrisse che «molti scandali e disordini continuano a verificarsi in materia di rapporti carnali fra ebrei e donne cristiane, poiché permettono che i loro figli siano allattati da balie cristiane». Cosimo impose che tale pratica fosse possibile solo con una specifica autorizzazione concessa dal governo e decise di aumentare a sei al giorno il numero delle pubbliche esecuzioni.
Gli ultimi anni del XVII secolo videro l'intrecciarsi di frenetiche trattative fra Cosimo III e le varie corti europee allo scopo di organizzare matrimoni politicamente vantaggiosi per rinsaldare il prestigio della famiglia: essendo Francesco Maria, fratello del granduca, cardinale, l'attenzione fu rivolta verso il primogenito Ferdinando. Nel 1686, per Ferdinando, Cosimo III restrinse le possibili scelte matrimoniali a due sole: Isabella Luisa di Braganza o Violante Beatrice di Baviera.

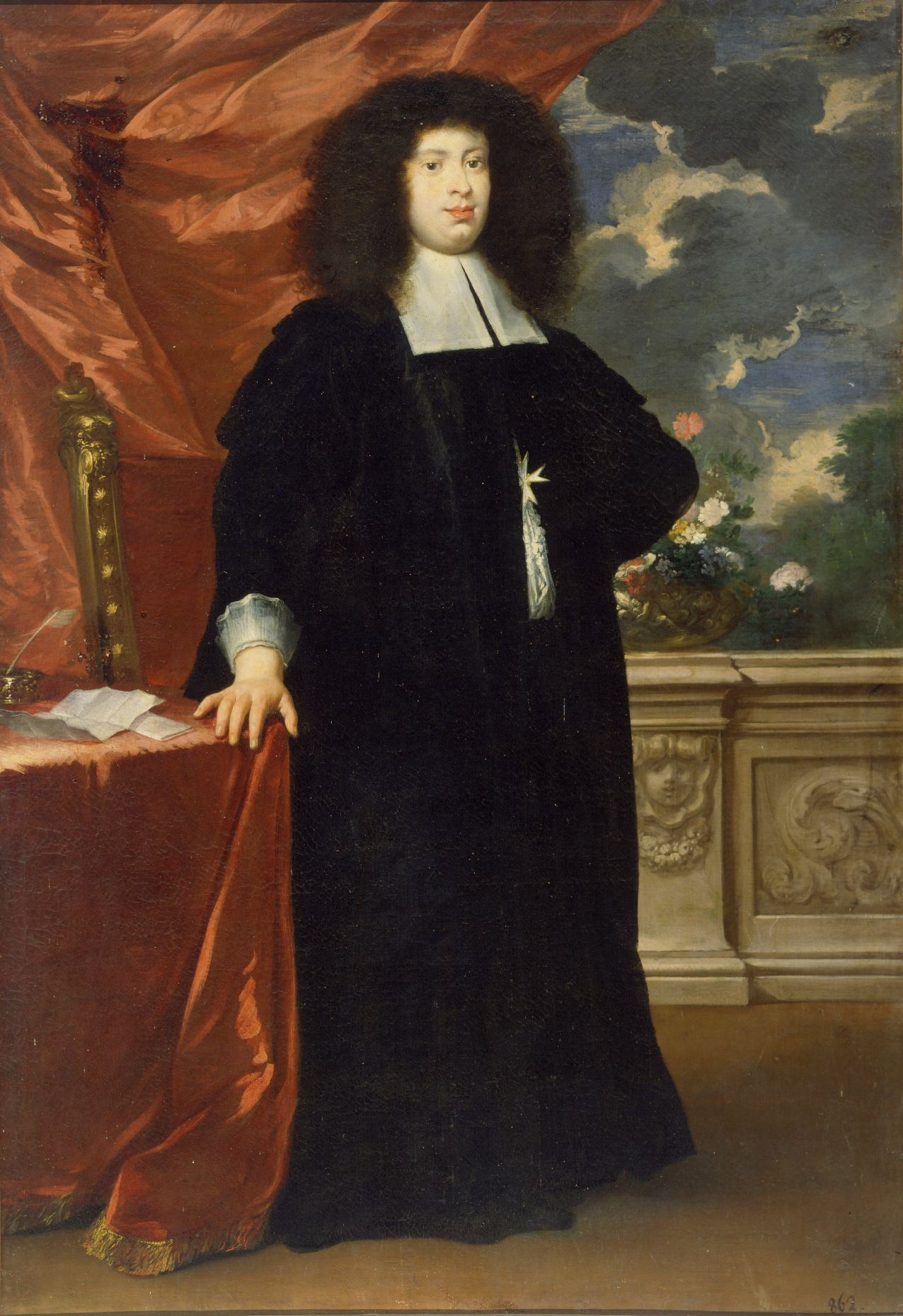
Justus Sustermans, Ritratto di Francesco Maria de' Medici in abito talare, olio su tela, 1678

Cosimo scelse la prima e negoziò un patto le cui clausole erano che Ferdinando e Isabella Luisa sarebbero vissuti a Lisbona; qualora Pietro II del Portogallo non avesse lasciato eredi, Isabella le sarebbe succeduta con Ferdinando quale re consorte, previa rinuncia alle pretese sul Granducato di Toscana. Infine, se Cosimo, Gian Gastone e Francesco Maria fossero morti senza lasciare eredi maschi, la Toscana sarebbe rimasta in unione dinastica con il Portogallo.
Tuttavia Ferdinando, con il pieno sostegno del suo prozio Luigi XIV, respinse il progetto. Cosimo III ripiegò allora su Violante Beatrice di Baviera per rafforzare i legami con la Francia, di cui la Baviera era fedele alleata. La trattativa fu complessa, perché Ferdinando Maria di Baviera, padre della sposa, aveva perso 300 000 ugherri in un investimento sbagliato che gli aveva consigliato proprio il granduca Ferdinando II, padre di Cosimo III, e quest'ultimo fu perciò costretto ad accettare una dote nuziale estremamente misera in modo da compensare il danno arrecato.

#### Titolo agognato
Fra le varie manie del granduca, una delle più ossessive fu quella di ottenere il cosiddetto "trattamento regio", che consisteva quasi esclusivamente nel fatto che lui, o i suoi ambasciatori, non avrebbero più dovuto togliersi il cappello di fronte agli altri sovrani.
Pur di raggiungere lo scopo furono impiegate immense risorse in spese di rappresentanza e quando nel giugno 1689 Vittorio Amedeo II di Savoia, pur essendo soltanto duca, ottenne il titolo dalla Spagna e dal Sacro Romano Impero, Cosimo III ne fece una vera e propria malattia, inviando lettere a tutte le corti d'Europa per obiettare che, nella gerarchia italiana, il Granduca di Toscana era sempre stato considerato superiore al Duca di Savoia.

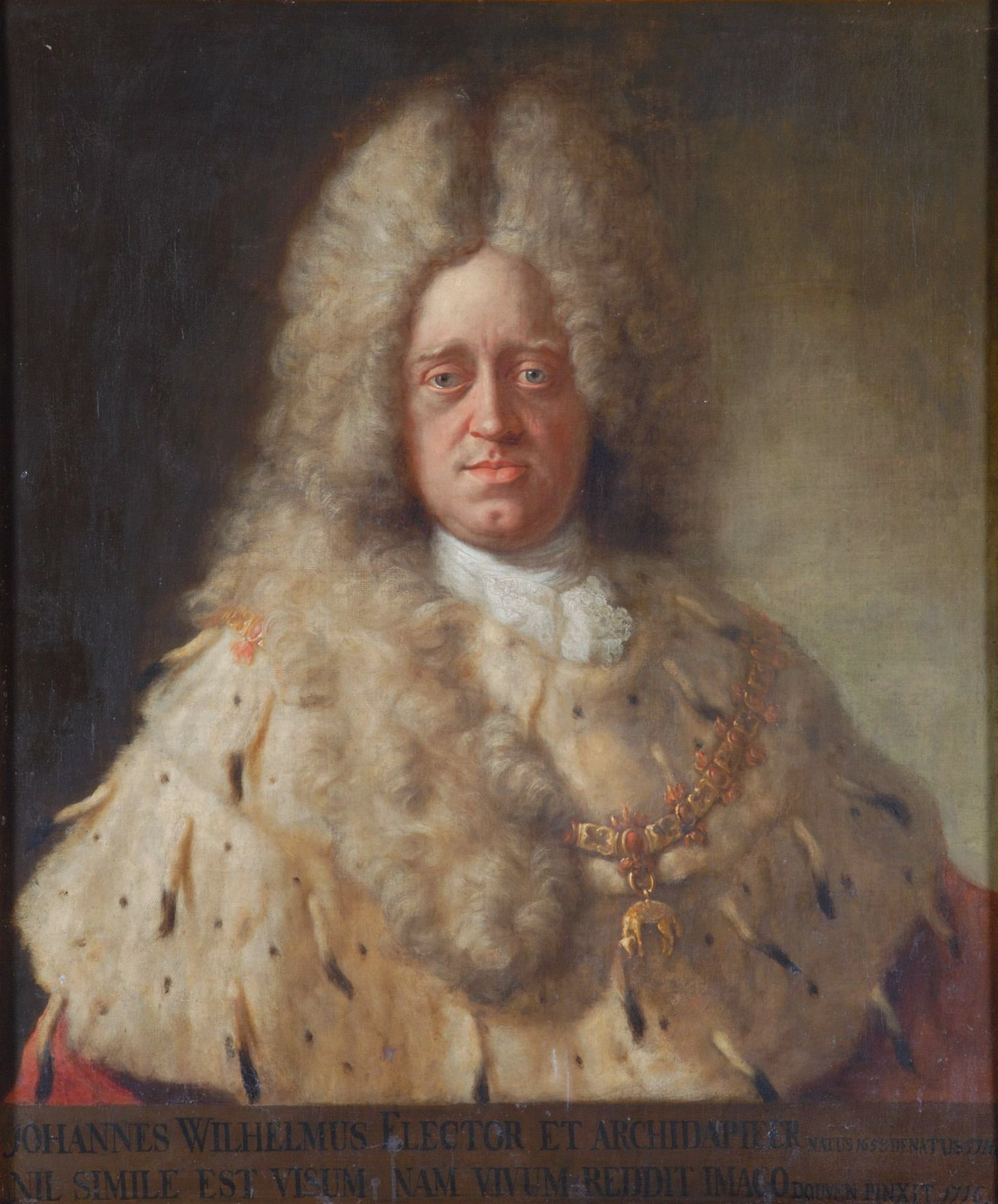
Jan Frans van Douven, Giovanni Guglielmo del Palatinato, 1716, pittura a olio, Stadtmuseum, Düsseldorf

 In altre lettere, dirette all'imperatore Leopoldo I, Cosimo III ricordava l'assistenza finanziaria e militare all'impero e l'imperatore, ansioso di evitare attriti con il granduca, gli suggerì di maritare la figlia Anna Maria Luisa con l'elettore Giovanni Guglielmo del Palatinato. L'influenza dell'elettore palatino presso gli altri principi tedeschi fu sufficiente a garantire a Cosimo III, due anni più tardi, il titolo di Sua Altezza Reale il Serenissimo Granduca di Toscana; al riguardo, lo storico Jacopo Riguccio Galluzzi scrisse:

#### Anni dal 1691 al 1694

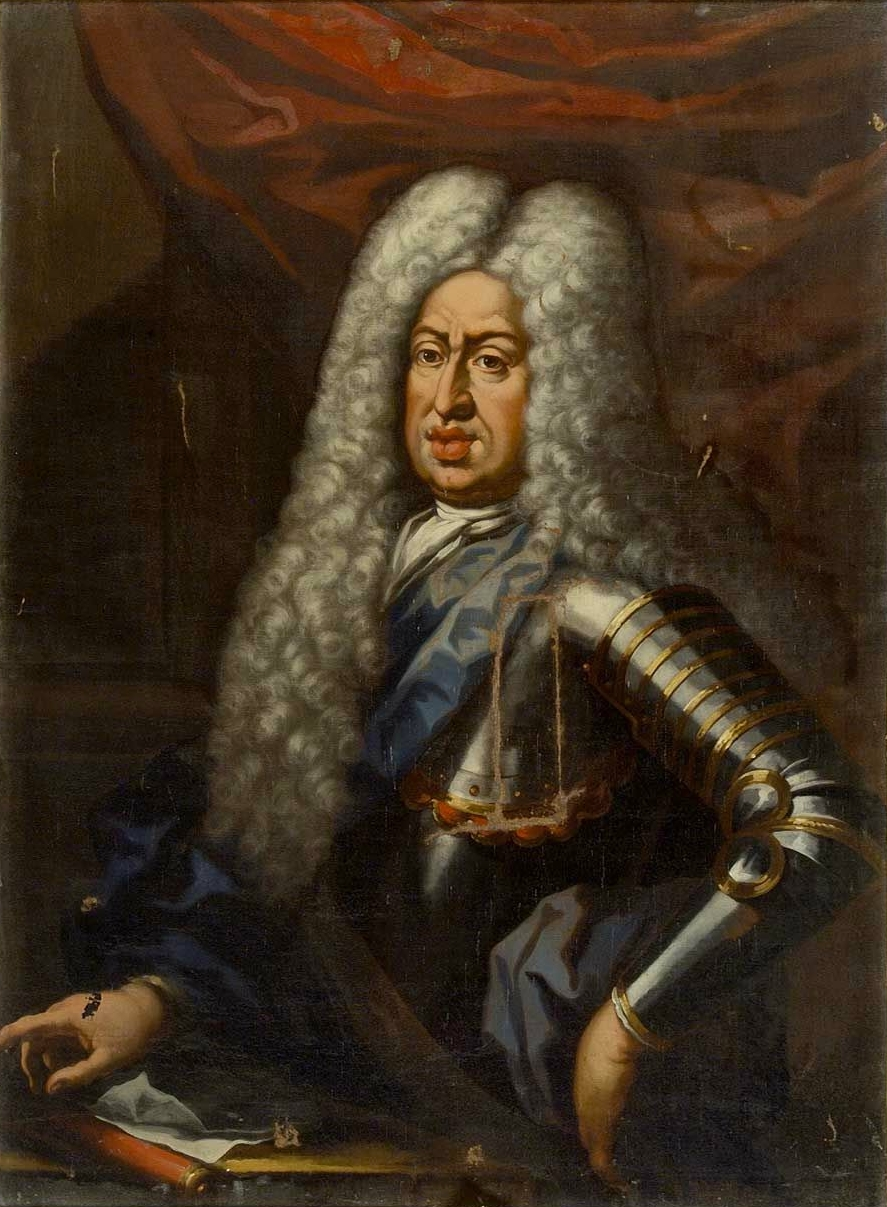
Gian Gastone de' Medici

Il matrimonio della principessa Anna Maria Luisa aveva però compromesso le relazioni con Luigi XIV, essendo il marito della principessa uno dei nemici più odiati dal re.
Il 9 ottobre 1691 la Francia, l'Inghilterra, la Spagna e la Repubblica delle Sette Province Unite, nell'ambito della guerra dei nove anni, garantirono la neutralità del porto toscano di Livorno, ma l'imperatore, che stava tentando di ottenere da Cosimo III i suoi diritti feudali sulla Corsica, gli ordinò di allearsi con l'Austria. Il granduca rispose che, se lo avesse fatto, la Francia avrebbe inviato una flotta da Tolone per occupare il suo Stato. Leopoldo I, suo malgrado, accettò questa scusa e, per evitare che Cosimo III si orientasse verso la Francia, si limitò a esigere come contribuzione di guerra solo i canoni minori e indiscussi. Risolti questi problemi, Cosimo III inasprì ulteriormente le già rigide norme sulla moralità pubblica, affermando che «entrare nelle case per fare l'amore con le ragazze, e restare oziosi davanti a porte e finestre, è un grande incentivo per stupri, aborti e infanticidi» e, rispetto alle sanzioni già decretate, decise di aumentare le multe.
Il fanatismo coincise con una nuova ondata di tasse, che portarono la Toscana a una fase di stagnazione economica cagionata dall'irrigidimento delle corporazioni e dei dazi commerciali: una balla di lana, ad esempio, nel tragitto da Livorno a Cortona doveva attraversare dieci dogane interne, ognuna con un dazio diverso. Questo aumentava i costi delle importazioni e, soprattutto, delle esportazioni, distruggendo la manifattura e l'agricoltura, un tempo fiorenti. Il granduca, tuttavia, non si occupava di questa emergenza e preferiva supervisionare l'Ufficio di pubblica decenza: le pene furono ancora aumentate e si andava affollando il carcere delle Stinche. In questa prigione le prostitute processate o in attesa di giudizio languivano per anni, con scarsa possibilità di alimentarsi se non potevano permettersi le multe a loro carico, né erano disponibili permessi o esenzioni, salvo per coloro che fossero in grado di pagare la somma assai ingente di sei corone al mese.

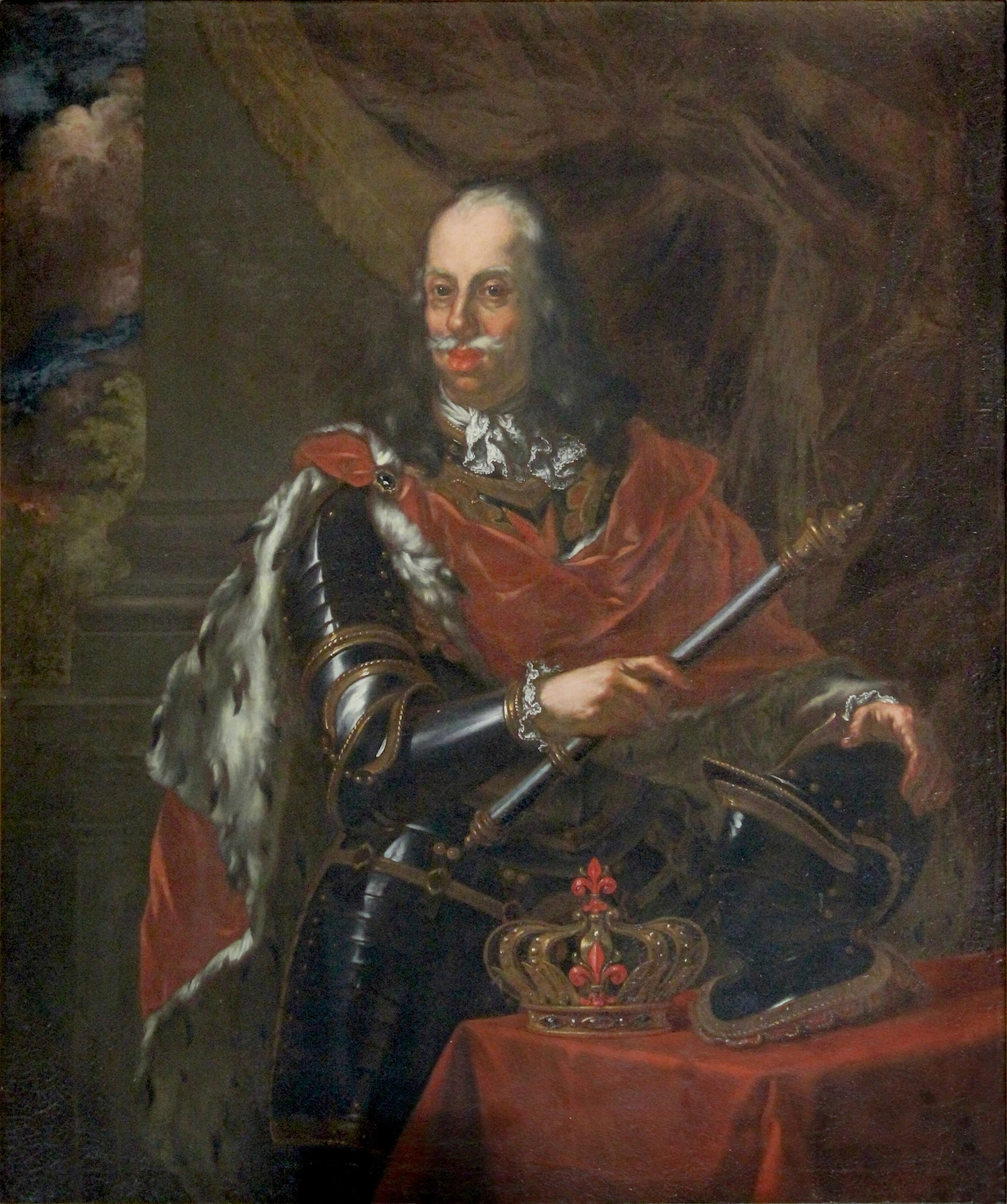
Giovanni Gaetano Gabbiani, Ritratto ufficiale di Cosimo III de' Medici come Granduca di Toscana, olio, 1722, Galleria degli Uffizi, Firenze

In contrasto agli interessi degli avi, Cosimo III si disinteressò delle università e dell'istruzione superiore e decise di ripristinare la legge, già in vigore al tempo della minore età di Ferdinando II e da questi abolita, che proibiva agli studenti di frequentare la scuola al di fuori della Toscana, rafforzando in tal modo il monopolio dei gesuiti. Un contemporaneo scrisse che non un solo uomo a Firenze era in grado di leggere o scrivere in greco, in netto contrasto con i maestri della Repubblica di Firenze, e, in una lettera del 10 ottobre 1691, il segretario personale di Cosimo III riportò:
(Acton, pp. 192-194)
 Altre preoccupazioni si aggiunsero a quelle morali: Ferdinando e Violante, nonostante fossero sposati da oltre cinque anni, non avevano generato alcun figlio. Il granduca cercò di rispondere a tale problema imponendo giorni speciali di devozione e comandò di erigere una colonna della fertilità, gesto che gli attirò il ridicolo popolare. Questo matrimonio non permise un'unione felice.
Nel 1694 morì Vittoria della Rovere: i suoi beni, i ducati di Montefeltro e della Rovere, ereditati da suo nonno il duca di Urbino, furono conferiti al suo figlio più giovane, Francesco Maria de' Medici.
Temendo che Ferdinando non fosse in grado di generare prole, Cosimo III decise di accasare forzatamente il proprio figlio terzogenito Gian Gastone, di cui era nota l'omosessualità, con una principessa tedesca, Anna Maria Francesca di Sassonia-Lauenburg, ricca erede del Ducato di Sassonia-Lauenburg. I due si sposarono il 2 luglio 1697, ma l'incompatibilità degli sposi fece sì che Gian Gastone si volgesse subito a compagnie maschili, per poi abbandonare la moglie e fare ritorno a Firenze nel 1708.

#### Alba del XVIII secolo
Il XVII secolo non si concluse bene per il granduca: non aveva nipoti, la Francia e la Spagna non gli riconoscevano il suo titolo di altezza reale e il duca di Lorena si era dichiarato re di Gerusalemme senza alcuna opposizione. Nel maggio 1700 Cosimo III avviò un pellegrinaggio verso Roma e il papa Innocenzo XII, dopo molte insistenze, gli conferì il titolo, puramente onorifico, di canonico di San Giovanni in Laterano. Felicissimo per la calorosa accoglienza del popolo, Cosimo lasciò Roma con un frammento delle viscere di san Francesco Saverio.
Il 1º novembre 1700 la morte senza eredi di Carlo II di Spagna provocò lo scoppio della guerra di successione spagnola, che coinvolse tutte le potenze europee divise in due grandi coalizioni, l'una guidata dalla Francia e l'altra dall'Austria. La Toscana rimase neutrale e Cosimo – apparendo in un primo momento più probabile la vittoria francese – riconobbe Filippo, duca d'Angiò, come re di Spagna, ottenendo in cambio l'investitura del feudo di Siena e il riconoscimento del titolo di altezza reale.
Nel frattempo Gian Gastone sperperava il proprio denaro in Boemia e il granduca, allarmato, inviò uno dei suoi consiglieri, il marchese di Rinuccini, per esaminare i debiti del principe, scoprendo che fra i creditori vi era anche l'arcivescovo di Praga e Jan Josef, conte di Breuner. Nel tentativo di allontanare il principe dalla sua vita dissoluta, Rinuccini cercò di costringere Anna Maria Francesca a trasferirsi a Firenze, dove Gian Gastone avrebbe desiderato tornare, ma lei rifiutò, anche perché il suo confessore, sperando di trattenerla in Boemia, le rammentava le morti sospette di Leonora Álvarez de Toledo e di Isabella de' Medici.

### Problema della successione

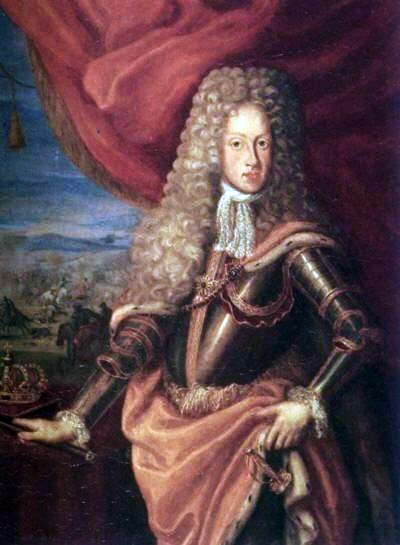
L'imperatore Giuseppe I

Nei suoi ultimi anni la devozione di Cosimo III era divenuta ancora più forte: era infatti solito visitare giornalmente il convento di San Marco, tanto che un contemporaneo scrisse che «il Granduca conosce tutti i monaci di San Marco almeno di vista». Riguardo a ciò, nel 1719 lo stesso Cosimo III affermò che Dio gli aveva chiesto «di impegnare il Granducato al governo e dominio assoluto del più glorioso san Giuseppe».
Nel 1705 la morte di Leopoldo I portò sul trono imperiale il giovane Giuseppe I, il quale, dopo l'esito favorevole della battaglia di Torino – che mutò le sorti della guerra sul fronte italiano in favore dell'Austria – decise di mandare un inviato a Firenze per raccogliere i diritti feudali, pari alla somma esorbitante di 300 000 dobloni, e per costringere il neutrale Cosimo III a riconoscere le pretese del fratello, l'arciduca Carlo, al trono di Spagna. Cosimo, incapace di opporsi a una tale pretesa e allo stesso tempo timoroso di un intervento navale francese contro di lui, scelse di pagare parte della somma, ma rifiutò di riconoscere l'arciduca Carlo come re di Spagna. Inoltre fu obbligato a dare alloggio alle truppe austriache al comando del principe Eugenio di Savoia, partite alla conquista del Regno di Napoli.
Intanto la salute del principe ereditario Ferdinando, malato di sifilide allo stato terminale, precipitava, tanto che non era neppure in grado di riconoscere il padre. Cosimo III, distrutto dal dolore e conscio del pericolo concreto di estinzione della dinastia, chiese l'aiuto del papa Clemente XI allo scopo di convincere Anna Maria Francesca a trasferirsi a Firenze con Gian Gastone. Il pontefice mandò l'arcivescovo di Praga per rimproverarla, ma non ottenne successo, e il granduca, in una lettera alla figlia, citando come esempio la propria complicata storia matrimoniale, aggiunse che non si era minimamente preoccupato di cercare una riconciliazione.
Al problema dinastico si aggiunse il pericolo della bancarotta, determinato dagli esborsi all'imperatore Giuseppe I e testimoniato anche da alcune lettere scritte dal granduca alla figlia: «Io posso dirti ora, nel caso in cui non sei informata, che non abbiamo soldi a Firenze», aggiungendo che «due o tre quarti della mia pensione sono caduti in mora». Nel 1708 Gian Gastone tornò in Toscana, senza la moglie, e l'imperatore, prevedendo l'impossibilità che potessero nascere degli eredi da Anna Maria Luisa, iniziò a meditare di occupare militarmente la Toscana.
Cosimo III, nel tentativo di evitare l'estinzione del casato, costrinse il proprio fratello Francesco Maria de' Medici a lasciare l'abito cardinalizio e a sposarsi, nonostante l'età avanzata e la salute malferma, con la giovanissima principessa Eleonora Luisa Gonzaga, nella speranza di avere un erede. Il tentativo fallì, sia per l'iniziale resistenza della principessa a consumare il matrimonio, vinta poi con lusinghe e minacce, sia per la subitanea scomparsa di Francesco Maria, avvenuta dopo soli due anni.
Privo di eredi e impossibilitato a far succedere gli altri rami della famiglia, esclusi alla successione con atto non modificabile di Cosimo I, il granduca cercò disperatamente di impedire che la Toscana cadesse in mani straniere e concepì il ripristino della Repubblica di Firenze. Tuttavia, per quanto ingegnoso, il progetto presentava molti ostacoli: Firenze era nominalmente un feudo imperiale e Siena era stata ricevuta da Carlo V; pertanto sarebbe stato necessario l'assenso della Spagna e dell'imperatore. In un primo momento il progetto sembrò volgere al meglio: l'ambasciata del marchese Rinuccini permise di convincere i governi britannico e olandese, timorosi della potenza asburgica, a dare l'assenso al progetto, ma una precisazione di Cosimo III, secondo cui la repubblica sarebbe stata approvata solo con l'estinzione assoluta dei Medici e la morte di Giuseppe I, fece fallire il negoziato in procinto di essere approvato alla conferenza di Geertruidenberg.

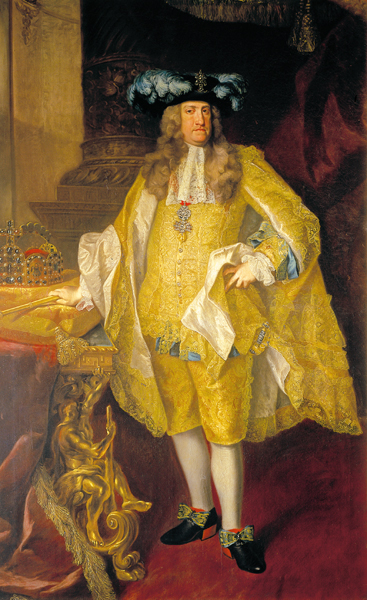
L'imperatore Carlo VI

Morto Giuseppe I, il di lui fratello Carlo VI, già pretendente al trono di Madrid, accettò un incontro pubblico con l'elettrice palatina nel dicembre 1711, che si concluse affermando che non aveva alcuna obiezione alla sua successione, a patto che, alla sua morte, il Granducato passasse all'imperatore o a un membro della casa d'Asburgo. La proposta fu rifiutata dall'interessata, così come da uno sdegnato Cosimo III, al quale, tuttavia, non restava altro che aspettare i risultati dei trattati di Utrecht e di Rastatt.
Il 30 ottobre 1713 calò nella tomba il principe ereditario Ferdinando, e, il 26 novembre, Cosimo III depositò un disegno di legge al Senato dei Quarantotto, legislatore nominale della Toscana, per garantire alla figlia il diritto di successione in caso di morte prematura di Gian Gastone. L'approvazione della richiesta, all'unanimità, fece infuriare Carlo VI, il quale replicò che, essendo il Granducato feudo imperiale, solo l'imperatore aveva la prerogativa di scegliere l'erede in caso di estinzione completa della dinastia, mentre Elisabetta Farnese, seconda moglie di Filippo V di Spagna ed erede del Ducato di Parma, reclamò il diritto di successione ai Medici, essendo bis-nipote di Margherita de' Medici.
Nel mese di maggio 1716 l'imperatore assicurò all'elettrice e al granduca che non vi era nessun ostacolo insormontabile alla successione di Anna Maria Luisa, ma aggiunse che l'Austria e la Toscana avrebbero dovuto trovare presto un accordo per l'erede della stessa e, come incentivo, propose progressi territoriali.
Nel giugno 1717 Cosimo III, con il sostegno imperiale, nominò la Casa d'Este come erede dei Medici, stabilendo che ad Anna Maria sarebbe succeduto il duca Rinaldo d'Este, alleato e parente dell'imperatore, dando eventualmente vita a un'unione dinastica fra il Granducato di Toscana e il Ducato di Modena. Tuttavia, nel 1718, si formò una coalizione internazionale antispagnola fra Gran Bretagna, Francia e Olanda, alla quale aderì in seguito anche l'imperatore, che, attraverso il trattato di Londra del 2 agosto 1718 (detto anche Quadruplice Alleanza), per giungere a un compromesso con la Spagna, elaborò un "piano di pacificazione toccante le successioni di Toscana e di Parma", attraverso il quale si stabilì che a Gian Gastone sarebbe succeduto don Carlo di Borbone, figlio primogenito di Elisabetta Farnese e di Filippo V di Spagna, ignorando i diritti di Anna Maria Luisa. A nulla valsero gli uffici presso le corti europee dell'inviato del granduca, il marchese Neri Corsini, il quale aveva tentato invano di guadagnare la Gran Bretagna alla causa dell'indipendenza toscana, sostenendo che la cessione del Granducato alla Spagna o all'Austria avrebbe pregiudicato l'equilibro italiano ed europeo, nonché i considerevoli interessi inglesi sul porto di Livorno. A conferma del fatto che ormai la questione toscana era soltanto nelle mani delle grandi potenze, a Cosimo III non fu inviata neanche una comunicazione ufficiale su quanto deciso.
Nel giugno 1717 morì Giovanni Guglielmo del Palatinato e Anna Maria Luisa tornò a Firenze portando con sé molti preziosi che, sia pure in parte, alleviarono lo stato disastroso delle finanze granducali. Cosimo III, poi, nominò Violante Beatrice di Baviera, vedova del principe ereditario Ferdinando, governatrice di Siena, per evitare che l'inimicizia reciproca con sua figlia, l'elettrice del Palatinato, sfociasse in una lotta aperta, ma non ci riuscì. Questo e un altro episodio, un incidente di caccia in cui il granduca uccise accidentalmente il conte di San Crispino, prostrarono la fibra dell'ormai anziano Cosimo III, che fu talmente sconvolto da voler essere giudicato dai cavalieri dell'Ordine di Santo Stefano. Infine, nel settembre 1721, morì anche Margherita Luisa, commemorata dal granduca con una solenne messa.
La missione diplomatica di Neri Corsini presso il congresso di Cambrai negli anni 1720-1722 si risolse in un nuovo fallimento. Dopo aver ingaggiato con l'Impero un'inutile battaglia combattuta a colpi di scritti storico-giuridici sulla sovranità della Toscana, a Corsini nel 1723 non rimase che far registrare negli atti del congresso una formale protesta in nome del granduca, del tutto ignorata dalle grandi potenze. Fu confermata la successione di Carlo di Borbone in veste di feudatario dell'imperatore, poi ulteriormente ribadita dal trattato di Vienna del 1725.

### Morte

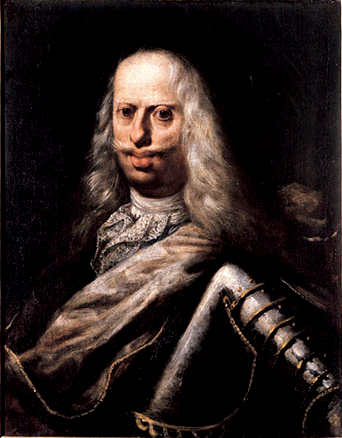
Cosimo III negli ultimi anni di vita

Il 22 settembre 1723 il granduca visse due ore in preda a una crisi di tremore. Al suo capezzale erano presenti il nunzio apostolico e l'arcivescovo di Pisa, il quale disse: «Questo Principe ha richiesto poca assistenza, al fine di morire bene, perché, in tutto il lungo corso della sua vita, aveva studiato e curato (il modo) per prepararsi alla morte». Il 25 ottobre 1723, sei giorni prima della morte, Cosimo III emanò un proclama sostenendo che la Toscana sarebbe rimasta indipendente, Anna Maria Luisa avrebbe ottenuto la successione dopo la sua morte e quella del fratello e che avrebbe avuto la facoltà di adottare un successore legittimo. Tale proclama venne completamente ignorato dalle potenze europee e, il 31 ottobre, Cosimo III morì, all'età di 81 anni. Fu sepolto nella basilica di San Lorenzo a Firenze. Riguardo ai suoi ultimi momenti, Indro Montanelli e Roberto Gervaso scrissero:
(Montanelli, Gervaso, p. 545)
E infine, come in un giudizio conclusivo, gli stessi Montanelli e Gervaso stigmatizzarono così il granduca:
(Montanelli, Gervaso, p. 531)
Nel 1857, durante una prima ricognizione delle salme dei Medici, così venne ritrovato il suo corpo: 

### Eredità
(Galluzzi, 4, p. 390)

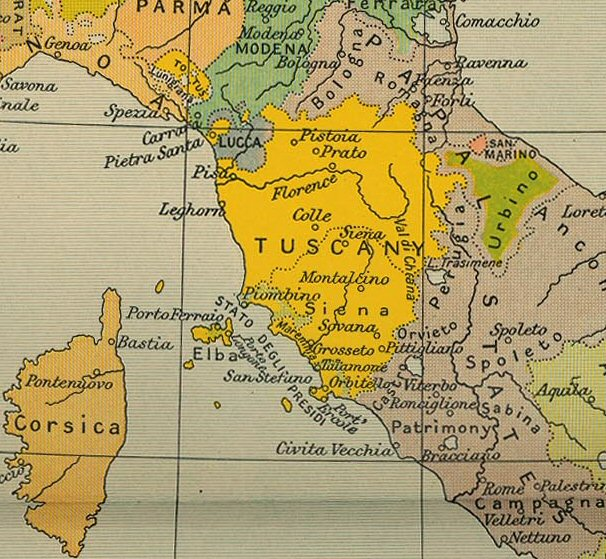
Il Granducato di Toscana sotto Cosimo III

Cosimo III lasciò la Toscana come uno dei paesi più poveri d'Europa: le casse dello Stato completamente vuote, il popolo stanco del fanatismo religioso, lo Stato che non era altro che una pedina nello scacchiere politico europeo, l'esercito che contava appena 2 500 soldati, alcuni dei quali erano infermi e di oltre 80 anni, mentre la flotta era stata ridotta a due galere con un equipaggio di 132 marinai. Fra i suoi provvedimenti è però importante l'editto del 24 settembre 1716 con il quale furono determinati i confini delle quattro regioni vinicole (Chianti, Pomino, Carmignano e Val d'Arno di Sopra) e il riordino delle collezioni di famiglia.
Gli succedette il figlio Gian Gastone, che abrogò le leggi di persecuzione, licenziò i preti, ridusse i fasti della corte e il peso del fisco, dando respiro alla Toscana, ma senza riuscire a sostenerne l'indipendenza. Alla morte di Gian Gastone nel 1737 il ramo maschile dei Medici si estinse, e, in forza della rinuncia di Carlo di Borbone, ascese al trono Francesco Stefano di Lorena, nipote di quel Carlo V cui Cosimo, nel 1679, aveva sperato succedesse uno dei suoi figli.

## Cosimo e la scienza
Il suo regno vide attenuarsi progressivamente la promozione e l'incoraggiamento della tradizione scientifico-filosofica galileiana. Questo mutato atteggiamento è stato a lungo considerato la conseguenza dell'influenza esercitata sul granduca da consiglieri bigotti, i quali spinsero il granduca ad adottare provvedimenti contro l'insegnamento della filosofia democritea ed epicurea all'Università di Pisa, dichiarando illegale anche la scienza galileiana.

## Discendenza
Cosimo III ebbe tre figli da Margherita Luisa d'Orléans, nipote di Enrico IV di Francia:
- Ferdinando de' Medici (1663-1713), sposato con la duchessa Violante Beatrice di Baviera, nessuna discendenza.
- Anna Maria Luisa de' Medici, (1667-1743), sposata con Giovanni Guglielmo del Palatinato, nessuna discendenza.
- Gian Gastone de' Medici (1671-1737), sposato con Anna Maria Francesca di Sassonia-Lauenburg, nessuna discendenza.

Cosimo non ebbe mai un buon rapporto con il figlio primogenito, Ferdinando: il suo carattere rigido e bigotto, infatti, mal si accordava con quello estroso e libertino del figlio, e l'infelice matrimonio con una principessa bavarese, Violante Beatrice, non contribuì certo a migliorarne il rapporto con il padre. Ferdinando morì di sifilide, contratta durante un soggiorno a Venezia.
La secondogenita Anna Maria Luisa, invece, fu la sua figlia prediletta, l'unica che condividesse lo zelo e la rigida pietà religiosa; si sposò con l'elettore palatino Giovanni Guglielmo, ma anch'ella non ebbe eredi. Gian Gastone, l'ultimogenito, malinconico e abulico, succedette al padre, di cui disprezzava i metodi di governo e la corte, ma neppure lui mise al mondo degli eredi.

## Titoli e onorificenze
- Dal 14 agosto 1642 al 23 maggio 1670: Sua Altezza il Gran Principe di Toscana.
- Dal 23 maggio 1670 al 5 febbraio 1691: Sua Altezza il Granduca di Toscana.
- Dal 5 febbraio 1691 al 31 ottobre 1723: Sua Altezza Reale il Serenissimo Granduca di Toscana[86].

La titolazione ufficiale di Cosimo III era "Cosimo Terzo, per grazia di Dio, Granduca di Toscana".

## Ascendenza
|                              |                                 |                            | Genitori               |  |  | Nonni |  |  | Bisnonni                |  |  | Trisnonni           |  |
|                              |                                 |                            |                        |  |  |       |  |  | Ferdinando I de' Medici |  |  | Cosimo I de' Medici |  |
|                              |                                 |                            |                        |  |  |       |  |  | Ferdinando I de' Medici |  |  | Cosimo I de' Medici |  |
|                              |                                 | Eleonora di Toledo         |                        |  |  |       |  |  | Ferdinando I de' Medici |  |  |                     |  |
| Cosimo II de' Medici         |                                 |                            |                        |  |  |       |  |  | Ferdinando I de' Medici |  |  |                     |  |
|                              |                                 | Cristina di Lorena         | Carlo III di Lorena    |  |  |       |  |  |                         |  |  |                     |  |
|                              |                                 | Cristina di Lorena         | Carlo III di Lorena    |  |  |       |  |  |                         |  |  |                     |  |
|                              |                                 | Cristina di Lorena         | Claudia di Valois      |  |  |       |  |  |                         |  |  |                     |  |
| Ferdinando II de' Medici     |                                 | Cristina di Lorena         |                        |  |  |       |  |  |                         |  |  |                     |  |
|                              |                                 | Carlo II d'Austria         | Ferdinando I d'Asburgo |  |  |       |  |  |                         |  |  |                     |  |
|                              |                                 | Carlo II d'Austria         | Ferdinando I d'Asburgo |  |  |       |  |  |                         |  |  |                     |  |
|                              |                                 | Carlo II d'Austria         | Anna Jagellone         |  |  |       |  |  |                         |  |  |                     |  |
| Maria Maddalena d'Austria    |                                 | Carlo II d'Austria         |                        |  |  |       |  |  |                         |  |  |                     |  |
|                              |                                 | Maria Anna di Baviera      | Alberto V di Baviera   |  |  |       |  |  |                         |  |  |                     |  |
|                              |                                 | Maria Anna di Baviera      | Alberto V di Baviera   |  |  |       |  |  |                         |  |  |                     |  |
|                              |                                 | Maria Anna di Baviera      | Anna d'Austria         |  |  |       |  |  |                         |  |  |                     |  |
| Cosimo III de' Medici        |                                 | Maria Anna di Baviera      |                        |  |  |       |  |  |                         |  |  |                     |  |
|                              | Francesco Maria II della Rovere | Guidobaldo II della Rovere |                        |  |  |       |  |  |                         |  |  |                     |  |
|                              | Francesco Maria II della Rovere | Guidobaldo II della Rovere |                        |  |  |       |  |  |                         |  |  |                     |  |
|                              | Francesco Maria II della Rovere | Vittoria Farnese           |                        |  |  |       |  |  |                         |  |  |                     |  |
| Federico Ubaldo della Rovere | Francesco Maria II della Rovere |                            |                        |  |  |       |  |  |                         |  |  |                     |  |
|                              |                                 | Livia della Rovere         | Ippolito della Rovere  |  |  |       |  |  |                         |  |  |                     |  |
|                              |                                 | Livia della Rovere         | Ippolito della Rovere  |  |  |       |  |  |                         |  |  |                     |  |
|                              |                                 | Livia della Rovere         | Isabella Vitelli       |  |  |       |  |  |                         |  |  |                     |  |
| Vittoria della Rovere        |                                 | Livia della Rovere         |                        |  |  |       |  |  |                         |  |  |                     |  |
|                              |                                 | Ferdinando I de' Medici    | Cosimo I de' Medici    |  |  |       |  |  |                         |  |  |                     |  |
|                              |                                 | Ferdinando I de' Medici    | Cosimo I de' Medici    |  |  |       |  |  |                         |  |  |                     |  |
|                              |                                 | Ferdinando I de' Medici    | Eleonora di Toledo     |  |  |       |  |  |                         |  |  |                     |  |
| Claudia de' Medici           |                                 | Ferdinando I de' Medici    |                        |  |  |       |  |  |                         |  |  |                     |  |
|                              |                                 | Cristina di Lorena         | Carlo III di Lorena    |  |  |       |  |  |                         |  |  |                     |  |
|                              |                                 | Cristina di Lorena         | Carlo III di Lorena    |  |  |       |  |  |                         |  |  |                     |  |
|                              |                                 | Cristina di Lorena         | Claudia di Valois      |  |  |       |  |  |                         |  |  |                     |  |
|                              |                                 | Cristina di Lorena         |                        |  |  |       |  |  |                         |  |  |                     |  |

### Ascendenza patrilineare
1. Medico di Potrone, 1046-1102
2. Bono di Potrone, 1069-1123
3. Bernardo di Potrone, 1099-1147
4. Giambuono de' Medici, 1131-1192
5. Chiarissimo de' Medici, 1167-1210, legato a Siena
6. Filippo de' Medici, detto "Lippo", ?-?
7. Averardo de' Medici, morto nel 1286
8. Averardo de' Medici, morto nel 1318, gonfaloniere di Giustizia (1314)
9. Salvestro de' Medici, detto "Chiarissimo", morto nel 1319, legato a Venezia
10. Averardo de' Medici, detto "Bicci", morto nel 1363
11. Giovanni di Bicci de' Medici, 1360-1429
12. Lorenzo di Giovanni de' Medici, 1395-1440
13. Pierfrancesco di Lorenzo de' Medici, 1430-1476
14. Giovanni di Pierfrancesco de' Medici, 1467-1498
15. Giovanni delle Bande Nere, 1498-1526
16. Cosimo I de' Medici, granduca di Toscana, 1519-1574
17. Ferdinando I de' Medici, granduca di Toscana, 1549-1609
18. Cosimo II de' Medici, granduca di Toscana, 1590-1621
19. Ferdinando II de' Medici, granduca di Toscana, 1610-1670
20. Cosimo III de' Medici, granduca di Toscana, 1670-1723